# Petticoat Fever
Petticoat Fever is een Amerikaanse romantische komedie uit 1936 onder regie van George Fitzmaurice. De film werd destijds in Nederland uitgebracht onder de titel Drie harten op een ijsschots.

## Verhaal
Dascom Dinsmore woont al twee jaar lang in een afgelegen hut in Labrador (Canada) zonder enig contact met de buitenwereld. Zijn assistent, eskimo Kimo, moedigt hem aan om met een lokale vrouw te trouwen, maar Dascom heeft hier geen interesse in. Op een dag maakt de Engelsman Sir James Felton een noodlanding met zijn vliegtuig in het gebied. Dascom raakt op slag verliefd op Feltons metgezel Irene Campion en doet hard zijn best haar te imponeren.

## Rolverdeling
| Acteur            | Personage        |
| ----------------- | ---------------- |
| Robert Montgomery | Dascom Dinsmore  |
| Myrna Loy         | Irene Campion    |
| Reginald Owen     | Sir James Felton |
| Winifred Shotter  | Clara Wilson     |
| Otto Yamaoka      | Kimo             |
| George Hassell    | Kapitein Landry  |
| Forrester Harvey  | Scotty           |
| Irving Bacon      | Carl             |
| Bo Ching          | 'Big Seal'       |
| Iris Yamaoka      | 'Little Seal'    |

## Ontvangst
Recensent van Het Vaderland schreef: "De vlotte dialogen bevatten heel wat geestige zetten en het kwieke spel van de vrouwelijke hoofdpersonen aanschouwt men met genoegen."